# Jazeneuil
Jazeneuil és un municipi francès situat al departament de la Viena i a la regió de la Nova Aquitània. L'any 2007 tenia 795 habitants.

## Demografia

### Població
El 2007 la població de fet de Jazeneuil era de 795 persones. Hi havia 299 famílies de les quals 69 eren unipersonals (20 homes vivint sols i 49 dones vivint soles), 97 parelles sense fills, 113 parelles amb fills i 20 famílies monoparentals amb fills.
La població ha evolucionat segons el següent gràfic:
Habitants censats

### Habitatges
El 2007 hi havia 379 habitatges, 306 eren l'habitatge principal de la família, 45 eren segones residències i 29 estaven desocupats. 371 eren cases i 5 eren apartaments. Dels 306 habitatges principals, 240 estaven ocupats pels seus propietaris, 61 estaven llogats i ocupats pels llogaters i 5 estaven cedits a títol gratuït; 15 tenien dues cambres, 40 en tenien tres, 78 en tenien quatre i 172 en tenien cinc o més. 259 habitatges disposaven pel capbaix d'una plaça de pàrquing. A 110 habitatges hi havia un automòbil i a 167 n'hi havia dos o més.

### Piràmide de població
La piràmide de població per edats i sexe el 2009 era:
| Homes | Edats   | Dones |
| ----- | ------- | ----- |
| 0     | 95 o +  | 0     |
| 0     | 90 a 94 | 4     |
| 0     | 85 a 89 | 12    |
| 4     | 80 a 84 | 8     |
| 16    | 75 a 79 | 24    |
| 8     | 70 a 74 | 8     |
| 36    | 65 a 69 | 24    |
| 12    | 60 a 64 | 20    |
| 16    | 55 a 59 | 12    |
| 44    | 50 a 54 | 28    |
| 36    | 45 a 49 | 44    |
| 16    | 40 a 44 | 36    |
| 24    | 35 a 39 | 20    |
| 44    | 30 a 34 | 32    |
| 24    | 25 a 29 | 12    |
| 16    | 20 a 24 | 8     |
| 28    | 15 a 19 | 20    |
| 12    | 10 a 14 | 40    |
| 28    | 5 a 9   | 20    |
| 4     | 0 a 4   | 16    |

## Economia
El 2007 la població en edat de treballar era de 526 persones, 372 eren actives i 154 eren inactives. De les 372 persones actives 352 estaven ocupades (191 homes i 161 dones) i 20 estaven aturades (8 homes i 12 dones). De les 154 persones inactives 41 estaven jubilades, 35 estaven estudiant i 78 estaven classificades com a «altres inactius».

### Ingressos
El 2009 a Jazeneuil hi havia 318 unitats fiscals que integraven 794 persones, la mediana anual d'ingressos fiscals per persona era de 17.264 €.

### Activitats econòmiques
Dels 25 establiments que hi havia el 2007, 1 era d'una empresa extractiva, 3 d'empreses de fabricació d'altres productes industrials, 4 d'empreses de construcció, 2 d'empreses de comerç i reparació d'automòbils, 1 d'una empresa de transport, 2 d'empreses d'hostatgeria i restauració, 1 d'una empresa financera, 5 d'empreses de serveis, 2 d'entitats de l'administració pública i 4 d'empreses classificades com a «altres activitats de serveis».
Dels 10 establiments de servei als particulars que hi havia el 2009, 1 era una oficina de correu, 1 taller de reparació d'automòbils i de material agrícola, 1 establiment de lloguer de cotxes, 1 paleta, 1 fusteria, 1 lampisteria, 1 electricista, 2 perruqueries i 1 restaurant.
L'any 2000 a Jazeneuil hi havia 45 explotacions agrícoles que ocupaven un total de 1.869 hectàrees.

## Equipaments sanitaris i escolars
El 2009 hi havia una escola elemental.

## Poblacions més properes
El següent diagrama mostra les poblacions més properes.